# 2003年澳門馬里二手雜貨店火警
2003年澳門馬里二手雜貨店火警是澳門在2000年代裏最多人死亡的火災，造成一家五口在慘劇中3死1傷，死亡人數僅次造成4人罹難的2014年沙欄仔街時裝店大火及1944年吉慶巷洗衣店大火。
事件發生在澳門新橋區的一個二手雜貨店鋪，於2003年11月4日凌晨時份有人發現堆放在上址門前的雜物着火，嘗試自行滅火但無效。及後消防隊趕至，迅即將火勢撲滅，此後消防員破門進入店內，發現有4人在店內的不同位置倒地昏迷，隨即送往醫院治理，但其中3人經搶救無效後不治。

## 火場位置
發生火警的是澳門新橋區大纜巷與馬里之間、時駿大廈南側的一個地鋪前，該鋪門口開在馬里14號。店東為一名姓汪的男子，經營買賣二手雜貨，店鋪內外均堆滿舊家具電器等雜物；店裏另設閣樓作為店東的居所，在閣樓近樓梯處有一道氣窗，但因防盜需要而裝有鐵枝。

## 事件發生
2003年11月4日凌晨約1時47分，上址附近的居民發現堆放於該店門前的雜物起火焚燒，故嘗試利用大廈的消防喉灌救，但消防水栓的鏜環卻事前被拆去而無法開啟水源閥門，遂報警求助。由於雜物中含有大量塑膠製品，故焚燒產生出有毒氣體，並湧入店鋪內；當時店東與他的妻子和兩名兒子正身處閣樓，由於鋪前已被火焰封住，而氣窗則被防盜鐵枝阻隔，故四人均未能即時逃出。
消防隊在接報後2分鐘抵達現場，發現火勢相當猛烈並正向上蔓延，燒着樓上二樓和三樓的露台，隨即動用兩條喉筆向火場灌救，十多分鐘將火勢撲滅。

## 死傷
火警受控後，消防員撬開上址的鐵閘，進入鋪內搜索：首先發現一名14歲少年嘔吐白沫的昏迷於通往閣樓的梯間，隨即送其往仁伯爵醫院救治。消防及後再於樓梯頂發現一對成年男女倒地昏迷，並發現一名三歲男童昏迷於閣樓的洗手間內；三人被發現時已無心跳呼吸，消防員即為其進行人工呼吸，後送往鏡湖醫院救治，但三人於當日凌晨4時至5時之間相繼死去。
三名死者分別是雜貨店店東、店東的妻子和親生兒子，三人被救出時表面並無燒傷，為吸入過量有毒濃煙致死。14歲少年為店東的繼子，送往仁伯爵醫院後被診斷為喉部及肺部灼傷，少年接受治療六天後出院。而新橋坊會也為死者舉行祈福法會。
店東另有一名繼女，但火警當時身處外地。

## 起火原因
消防在火警撲滅後曾進行過初步調查，相信是有人疏忽遺下火種，燃着雜物釀成慘劇；而澳門消防局及後將事件交由司法警察局調查，不過司警此後再也沒有對外公佈調查結果。

## 屍體處理爭議
三名死者被證實死亡後，其遺體從鏡湖醫院被移送到仁伯爵醫院殮房，但其家屬卻一直未將其領回。2003年11月20日，檢察院要求衛生局為死者向民事登記局辦理死亡登記。此後，衛生局曾會見死者家屬，其後女死者的家屬領回了女死者的遺體，然而男死者的家屬則要求衛生局保留男死者和幼子的屍體以作進一步調查，而未肯辦理領葬手續，又向檢察院申請保留屍體。
2004年初，檢察院否決其申請；而後衛生局於6月發出公函要求家屬領葬，但家屬卻再提出聲明異議，要求保留並重新查驗屍體。但至同年11月1日，檢察院駁回異議，拒絕重新驗屍的要求。12月9日，男死者家屬到澳門政府總部遞信，認為事件起因和死者死因均未明確，而再次提出類似要求。不過，遺體最終有沒有被領回，抑或按照無人認領程序由衛生局處理殮葬，官方也沒有對外公佈。

## 迴響

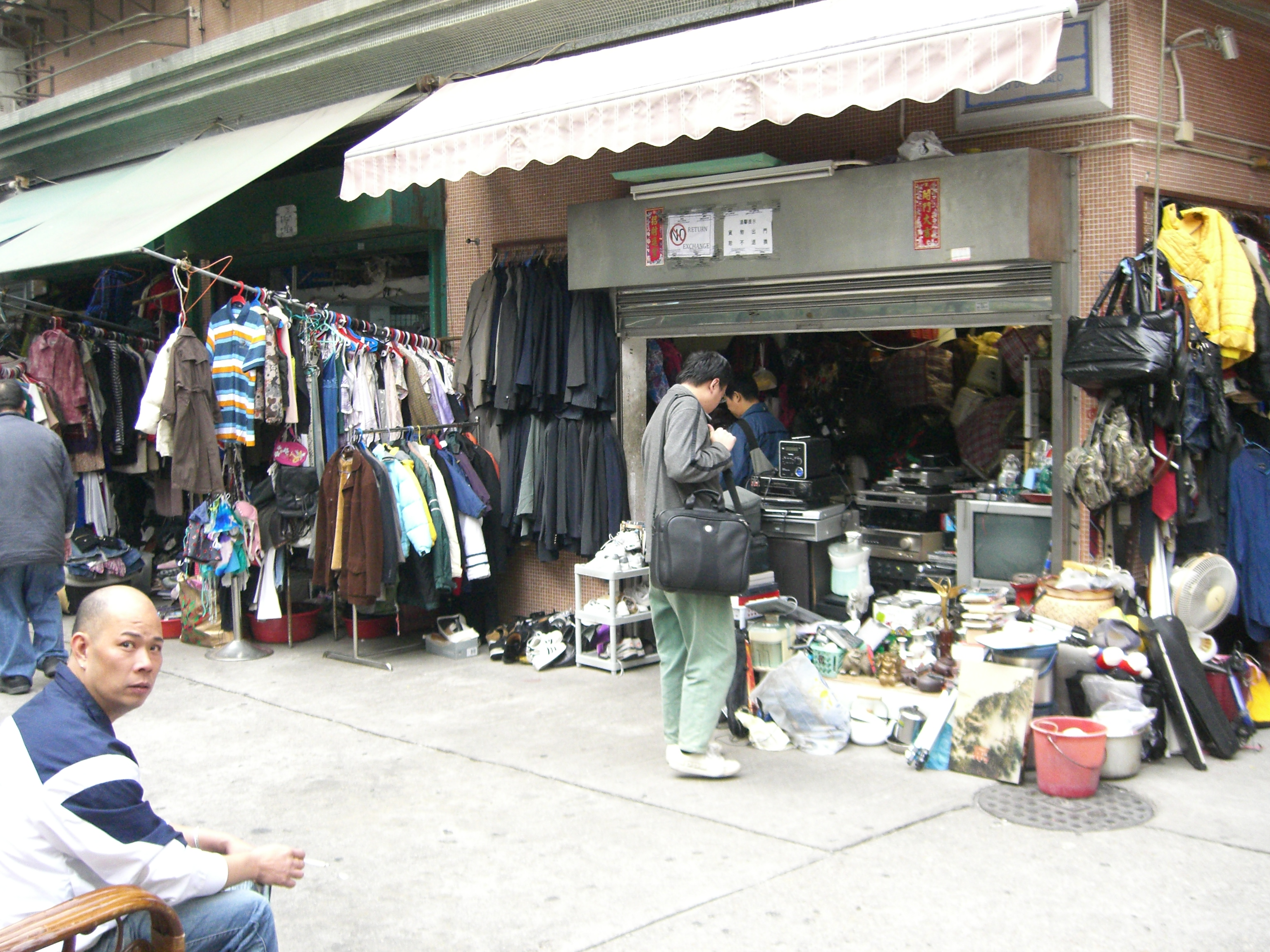
在火場附近開設的雜貨店，店鋪內外都有貨物囤積

發生火警的地點附近均開設了多家二手雜貨店，不少店鋪經常把貨物堆滿在鋪內，有的甚至堆出門外；由於政府又無監管，產生出不少安全隱患，加上火場所在大廈的消防設備損壞，故當時的消防監管也備受關注，也有改善法例的要求。同時由於事發地點屬狹窄小巷，火災容易蔓延波及，故也有聲音要求另覓地點搬遷雜貨店。不過有關當局在這次火警後並未有任何動作，繼而往後又發生多次類似事件，諸如2005年在同一街道發生的雜貨店大火、2010年叉巷縱火案等，均造成了險情。

## 備註
1. ↑  然而，根據澳門民政總署管理委員會於2011年7月25日發出的「市政墳場到期墓地名單」，男死者及其幼子分別葬於望廈墳場第MH-3-2388和MH-3-1058號墳墓，而於2011年8月1日至2012年1月31日間屆滿七年埋葬期[參⁠ 14]，故屍體已於2005年1月31日或之前下葬。
2. ↑   註: